# Benito Bermejo Sánchez
Benito Bermejo Sánchez (Salamanca, 1963) és un historiador i investigador espanyol, especialitzat en l'estudi dels deportats espanyols a camps de concentració nazis.
Va estudiar en la universitat de la ciutat. Investigador independent, també ha treballat vinculat a la Universitat Nacional d'Educació a Distància. El seu interès pel tema dels deportats espanyols va sorgir arran d'una estada seva a França, on va entrar en contacte amb exiliats espanyols. És autor, al costat de Sandra Checa, de Libro memorial. Españoles deportados a los campos nazis (1940-1945) (Ministerio de Cultura, 2006), un minuciós inventari dels almenys 9000 espanyols que van ser enviats a camps de concentració nazis, i la seva corresponent destinació.
L'abril de 2005 publicà un informe en el qual establia que els relats d'Enric Marco i Batlle eren extremadament inconsistents i demostrava que realment havia estat a l'Alemanya nazi com a treballador voluntari (d'acord amb el tractat Franco-Hitler d'agost de 1941) i no deportat pel seu combat en la resistència antinazi a França com ell havia pretès.
Ha estudiat detalladament la figura de Francesc Boix i Campo, un fotògraf comunista català que va treballar en el servei d'identificació del camp de concentració de Mauthausen-Gusen i que aconseguiria rescatar entorn de 20.000 instantànies de ser destruïdes per ordre de les autoritats nazis, una vegada que la Segona Guerra Mundial canviés de signe. Sobre Boix escriuria la biografia Francisco Boix, el fotógrafo de Mauthausen, publicada per RBA Editores en 2002. Més endavant, el 2015, va aparèixer una versió corregida i augmentada d'aquesta, sota el títol El fotógrafo del horror. La historia de Francisco Boix y las fotos robadas a los SS de Mauthausen. Prèviament havia treballat com a guionista i en la recerca històrica per a un documental sobre Boix realitzat per Llorenç Soler que es va estrenar l'any 2000 i que obtindria nominació a un Premi Emmy.